# Спецодежда

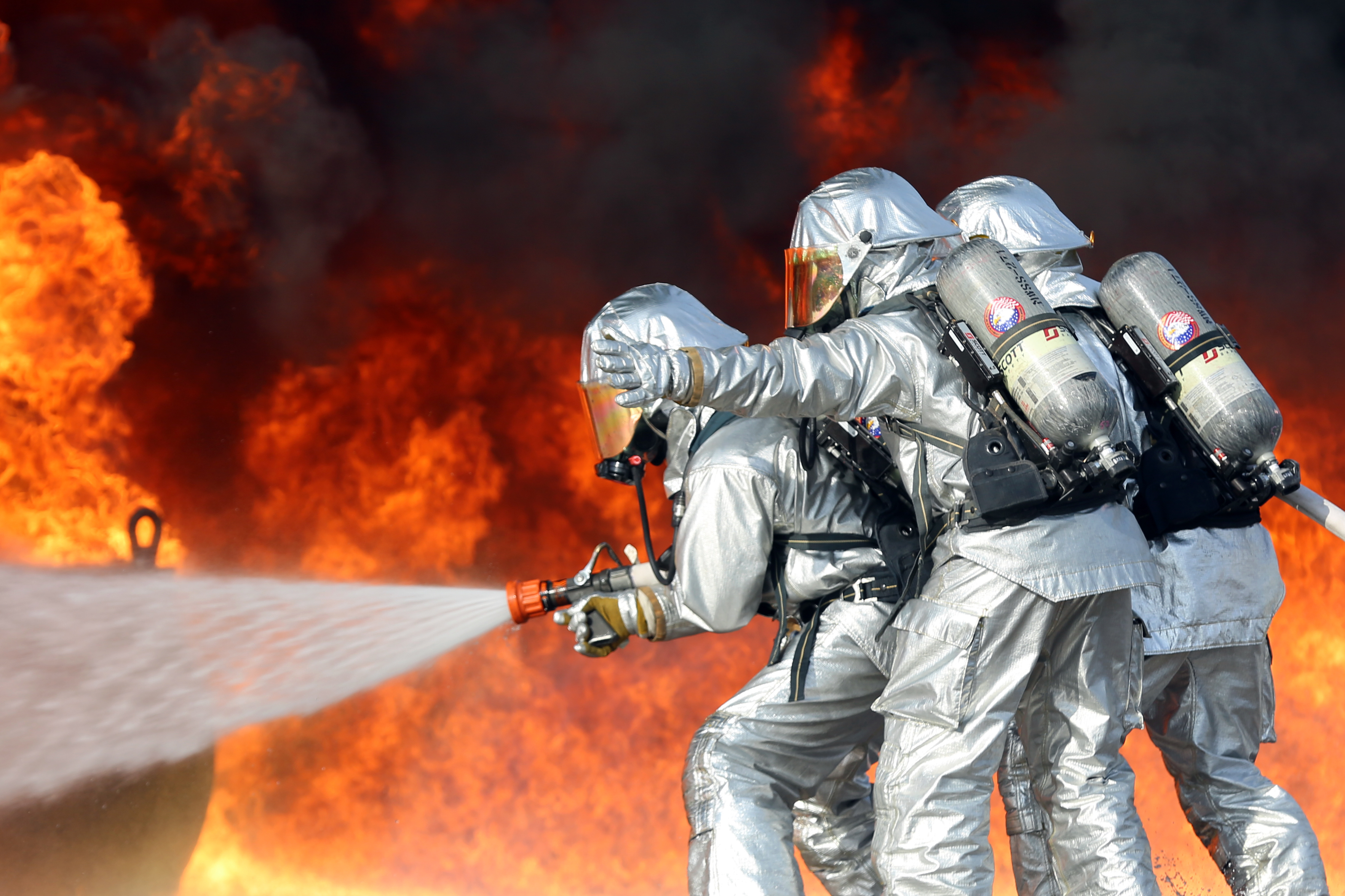
Спецодежда пожарных защищает их от высокой температуры

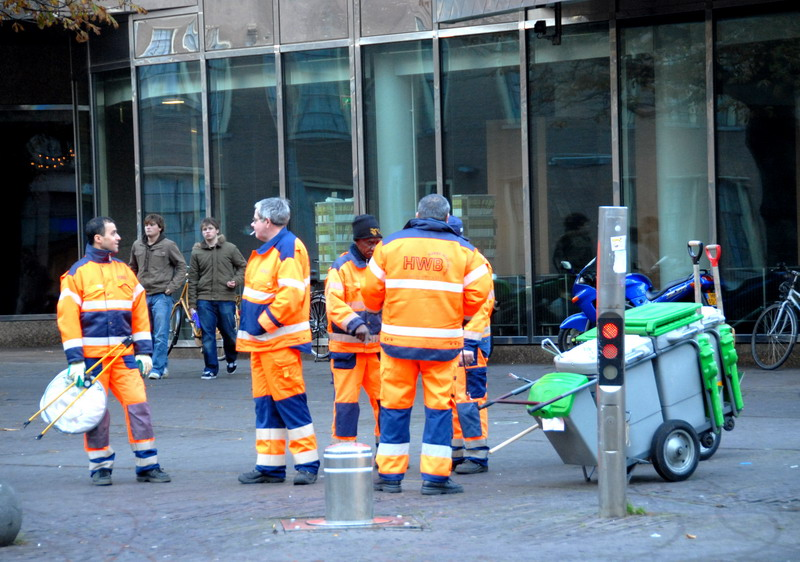
Современная спецодежда для работы на улице или на заводе должна иметь светоотражающие полосы

Спецодежда (специальная одежда, спецовка) — это средство индивидуальной защиты, предназначенное для защиты от вредных и опасных факторов для здоровья сотрудника на рабочем месте.
В некоторых случаях, специальная одежда может рассматриваться работодателями как средство коммуникации с конечными потребителями и частными инвесторами, через атрибуцию элементами корпоративного стиля.
В России выдача работникам производств специальной одежды регламентируется приказами профильного министерства Правительства РФ, что её отличает от других видов одежды (фирменной, например), выдаваемых работодателем своим сотрудникам. Приобретение и выдача специальной одежды работодателями сотрудникам производств является обязательной. Согласно российским нормам бухгалтерской отчетности, затраты на приобретение спецодежды списываются на себестоимость продукции.

## Требования к спецодежде

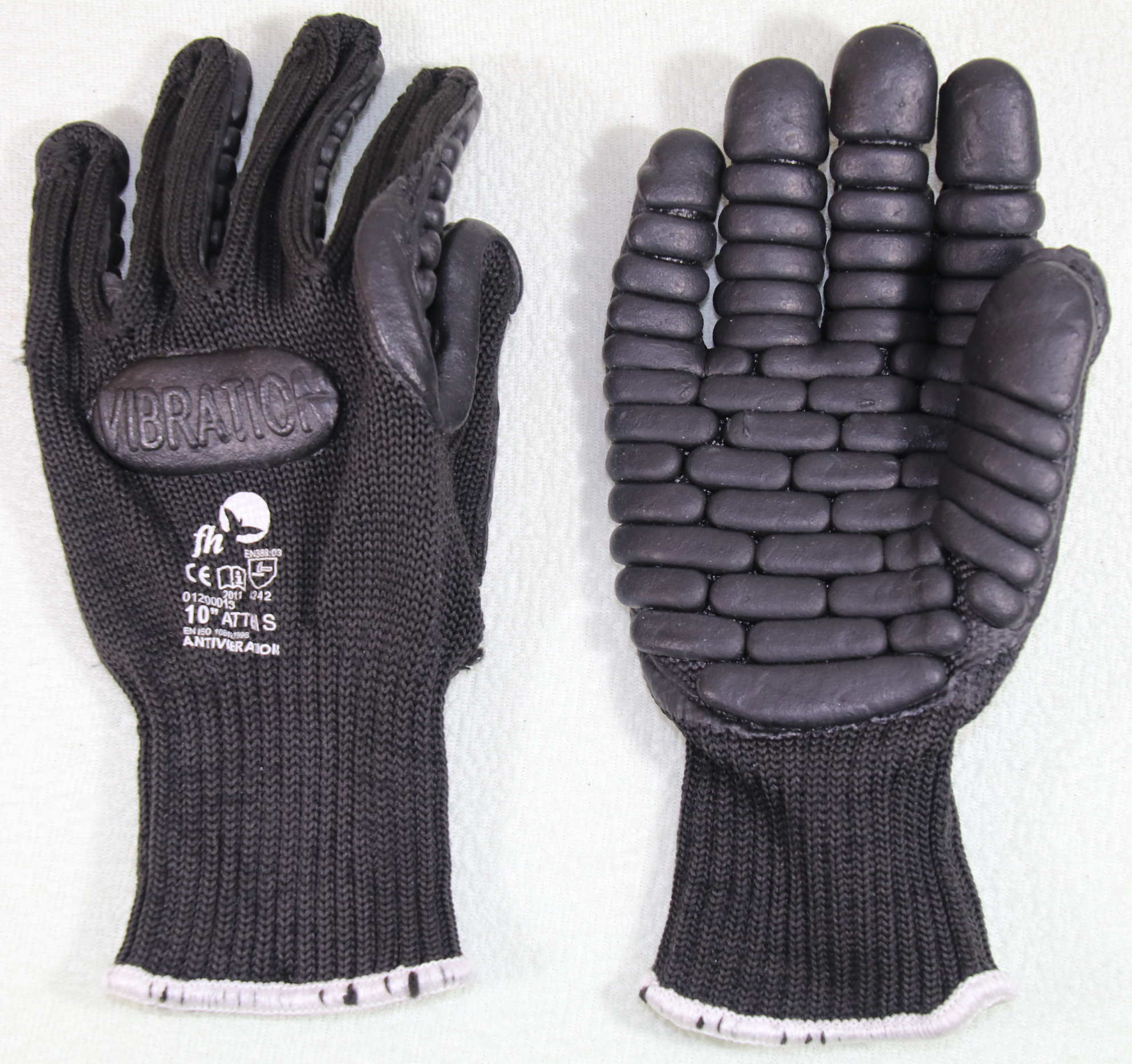
Антивибрационные перчатки

Общие обязательные требования к специальной одежде регламентируются Техническим Регламентом Таможенного союза ТР ТС 019/2011.
Согласно ТР ТС № 019/2011, спецодежда должна обеспечивать необходимый уровень защиты жизни и здоровья человека от вредных и опасных факторов, отсутствие недопустимого риска возникновения ситуаций, которые могут привести к появлению опасностей, быть гигиеничной, не вызывать раздражений кожных покровов при применении, позволять пользователю нормально осуществлять основную деятельность, должна быть сертифицирована в установленном законодательством порядке.
Специалистами по охране труда вредными факторами называются условия рабочего места, воздействие которых может привести к заболеванию или ухудшению здоровья работника. Опасными факторами называются конкретные условия рабочей обстановки, которые могут привести к гибели или травме работника.
Например, для работников шахтерской профессии спецодежда необходима для защиты от ссадин, для защиты от рудничной пыли, для защиты от холодного воздуха и воды. Вредными факторами от которых защищает одежда в этом случае будет являться холодный воздух, пыль, повышенная влажность. Опасными факторами будут являться работающие механизмы, заколы породы, пониженная видимость для других работников, опасность взрыва рудничного газа и другие.
В России и странах Таможенного союза действует множество ГОСТов и нормативов добровольного применения содержащих нормативные требования к спецодежды. Фактически, на защиту от каждого вредного или опасного фактора существует свой ГОСТ. Дополнительно, на многие профессии действуют отдельные ГОСТы, отдельные регламентирующие требования спецодежды к конкретной профессии. Обязательные требования к содержатся в Технических регламентах, основной из них в этой области ТР ТС 019/2011.
Корпоративная одежда и спецодежда
Традиционно в России специальная одежда до 2000-х годов изготавливалась из самых простых утилитарных материалов весьма ограниченной номенклатуры. Функциональные требования главенствовали над эстетическими. Модные тенденции обходили этот вид одежды стороной. В последнее время ситуация изменилась. Например, появилась специализированная ткань для металлургии, защиты от повышенных и пониженных температур (термобельё), для защиты от кровососущих насекомых и др.
Рост рынка спецодежды в совокупности с расширением рынка материалов для спецодежды сформировал устойчивое предложение разнообразной по стилю, покрою, цветам и вариантам исполнения спецодежды.
Потребители, крупные производственные и сервисные компании в разнообразии предлагаемых форм спецодежды увидели новые возможности. Появилась возможность сделать эстетику и внешний вид спецодежды объектом управления. Спецодежде стало возможным придать уникальный для конкретной компании вид, выполнить её в корпоративном стиле. Управление внешним видом спецодежды, приближает спецодежду по функциям к униформе.
В крупных производственных компаниях спецодежда в корпоративном стиле используется во исполнение корпоративных норм по охране труда, что упрощает контроль за их исполнением. Например — сотрудники разных цехов большого завода носят разного цвета костюмы, чтобы всегда было видно кто не на своём рабочем месте. Или на объекте генподрядчика, по логотипам на спине всегда видно от какого субподрядчика тот или иной сотрудник. Или вышестоящим сотрудникам выдаётся более удобная и дорогая одежда.
Выделиться с помощью корпоративной одежды оказалось важно в сферах услуг (общественное питание, медицинские услуги) и розничной торговле. В ресторанах, которые придерживаются своего фирменного стиля, официантки, бармены, администрация, повара и даже уборщики носят специально смоделированную для них одежду, которая вписывается в общую концепцию заведения и помогает создать особую атмосферу и нужный имидж. В сети общественного питания McDonald's спецодежда жёстко регламентирована и состоит из брюк (джинсов), рубашки-поло, кепки и галстука. Такая форма выделяет сотрудника McDonald’s из потока посетителей.
Следует различать спецодежду вообще и корпоративную одежду по функциям и назначению. Спецодежда вообще используется для защиты здоровья работника и выдаётся работодателями во исполнение правительственных норм (обязательная для всех работодателей). Корпоративная одежда применяется работодателями для поддержки корпоративного стиля, то есть как униформа, и, иногда, во исполнение узких корпоративных норм охраны труда, добровольно установленных самим работодателем.
Стилизация
Составляющей современной специальной одежды часто является брендирование — нанесение логотипа. Одежда с нанесенным логотипом становится рекламным носителем. Наносятся логотипы на спецодежду трафаретной печатью по ткани (шелкографией), термотрансферами, флокированием, фольгированием, вышивкой.

## Обозначения защитных свойств спецодежды
Специальная одежда классифицируется по защитным свойствам ГОСТ 12.4.103-83
Специальная одежда маркируется эмблемами на верхней части левого рукава или нагрудном кармане. Эмблема представляет собой цветной графический знак (6,2х8,0 см) с буквенными обозначениями вредных воздействий.
Обозначения защитных свойств (прописная буква указывает на группу, строчная на подгруппу вредных воздействий внешней среды):
- От механических воздействий

Ми — от истирания
Мп — от проколов, порезов
- От повышенных температур

Тк — от повышенных температур обусловленных климатом
Ти — от теплового излучения
То — от открытого пламени
Тр — от искр, брызг расплавленного металла, окалины
Тит — одежда специальная для защиты от повышенных температур
- От пониженных температур

Тн — от пониженных температур воздуха
Тт -от конвективной теплоты
Тнв — от пониженных температур воздуха и ветра
- От радиоактивных и рентгеновских излучений

Рз — от радиоактивных загрязнений
Ри -от рентгеновских излучений
- От электрического тока, электростатических зарядов и полей, электрических и электромагнитных полей

Эс -от электростатических зарядов, полей
Эп — от электрических полей
Эм -от электромагнитных полей
- От нетоксичной пыли

Пс — от пыли стекловолокна, асбеста
Пм — от мелкодисперсной пыли
- От токсичных веществ

Ят — от твердых токсичных веществ
Яж — от жидких токсичных веществ
Яа — от аэрозолей токсичных веществ
- От воды и растворов нетоксичных веществ

Вн — водонепроницаемая
Ву — водоупорная
Вп — от растворов поверхностно-активных веществ
- От растворов кислот

Кк — от кислот концентрации выше 80 % (по серной кислоте)
К 80 — от кислот концентрации от 50-80 % (по серной кислоте)
К 50 — от кислот концентрации от 20-50 % (по серной кислоте)
К 20 — от кислот концентрации до 20 % (по серной кислоте)
- От щелочей

Щр — от расплавов щелочей
Щ 50 — от растворов щелочей концентрации выше 20 % (по гидроксиду натрия)
Щ 20 — от растворов щелочей концентрации до 20 % (по гидроксиду натрия)
- От нефти, нефтепродуктов, масел и жиров

Нс — от сырой нефти
Нл — от продуктов легких фракций
Нм — от нефтяных масел и продуктов тяжелых фракций
Нж — от растительных и животных масел и жиров
- От вредных биологических факторов

Бм — от микроорганизмов
Бн — от насекомых
- З — защита от общих производственных загрязнений
- Со — сигнальная одежда

## Ткани для спецодежды
Наиболее массово для обычной спецодежды используются ткани саржевого переплетения, хлопкового или смешанного с полиэфирным волокном состава, плотностью 210—250 гр. м. кв. Ткань общего назначения по терминологии Российской системы стандартов безопасности труда называется «для защиты от общепроизводственных загрязнений».
Для пошива лёгкой спецодежды для сферы услуг (сорочки, столовые фартуки, халаты) используются более лёгкие сорочечные ткани полотняного переплетения исто хлопкового или смешанного с полиэфирным волокном состава, плотностью 120—150 гр. м² такие как бязь.
На каждый выделенный вредный и опасный фактор рынок предлагает узкоспециализированные защитные ткани. Например, разработаны ткани для защиты от клещей и москитов, ткани для защиты от ветра, для защиты от конвективной теплоты, искр и брызг металла и так далее.
- Саржа
- Молескин
- Брезент
- Бязь
- Рипстоп
- Кордура
- Сукно